# Cerchio
Cerchio är en kommun och stad i provinsen L'Aquila i regionen Abruzzo i Italien. Kommunen hade 1 564 invånare (2018). och gränsar till kommunerna Aielli, Celano, Collarmele och San Benedetto dei Marsi.